# Sobrecebadera
En náutica, la Sobrecebadera es la verga que se colocaba a la parte de proa del tamborete del bauprés, puesta horizontalmente y asegurada por un racamento en su cruz, con objeto de que pudiese correr por el botalón de foque. (fr. Vergue de perroquet de beaupré; ing. Sprit topsail yard; it. Contracivada) 
Tenía dos brazas y dos amantillos necesarios para darle la dirección conveniente. Era la verga menor del bauprés y por consiguiente más alta que la cebadera.

## Otro concepto
En náutica, la Sobrecebadera es la vela que se enverga en la verga Sobrecebadera. (fr. Contrecivadiere; ing. Sprit sail topsail; it. Vela di contracivada).